# فرنسيسكو لارا يوريبا
فرنسيسكو لارا يوريبا (بالإسبانية: Francisco Lara)‏ (25 يناير 1995 في تشيلي - ) هو مدرب كرة قدم ولاعب كرة قدم تشيلي في مركز الوسط. لعب مع كولو-كولو.

## وصلات خارجية
- فرنسيسكو لارا يوريبا على موقع قاعدة بيانات كرة القدم.إي يو (الإنجليزية)
- فرنسيسكو لارا يوريبا على موقع Soccerway.com (الإنجليزية)